# BMW M5
Pour les articles homonymes, voir M5.

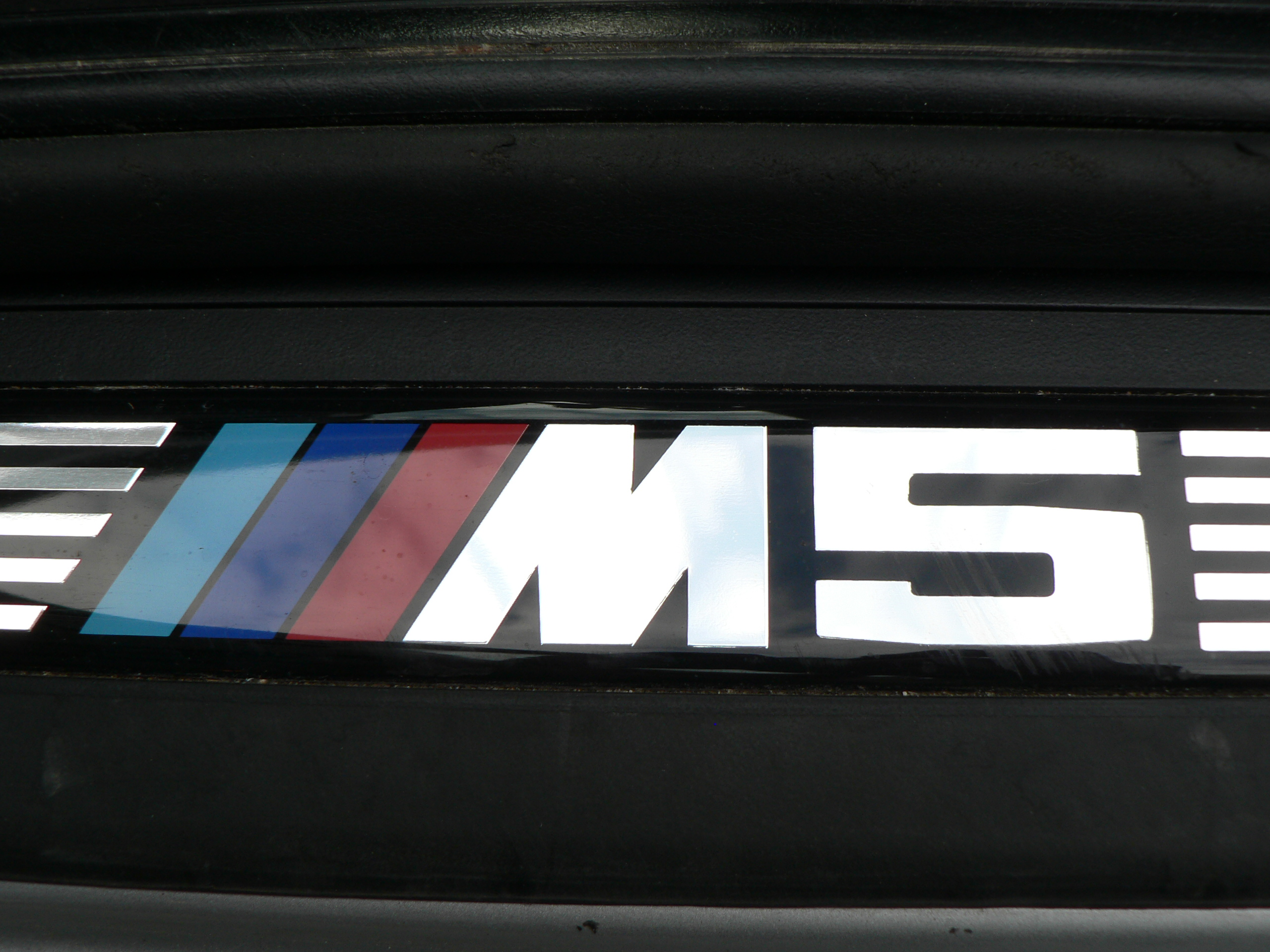
Le logo spécifique des BMW M5.

La BMW M5 est la version sportive de la Série 5, conçue par la division Motorsport du constructeur allemand BMW. Apparue dans sa première version en 1984, la M5 a depuis été déclinée suivant chaque génération de la Série 5, depuis l’E28 des années 1980 jusqu'à l'actuelle G90, sortie en 2024.

## Contexte

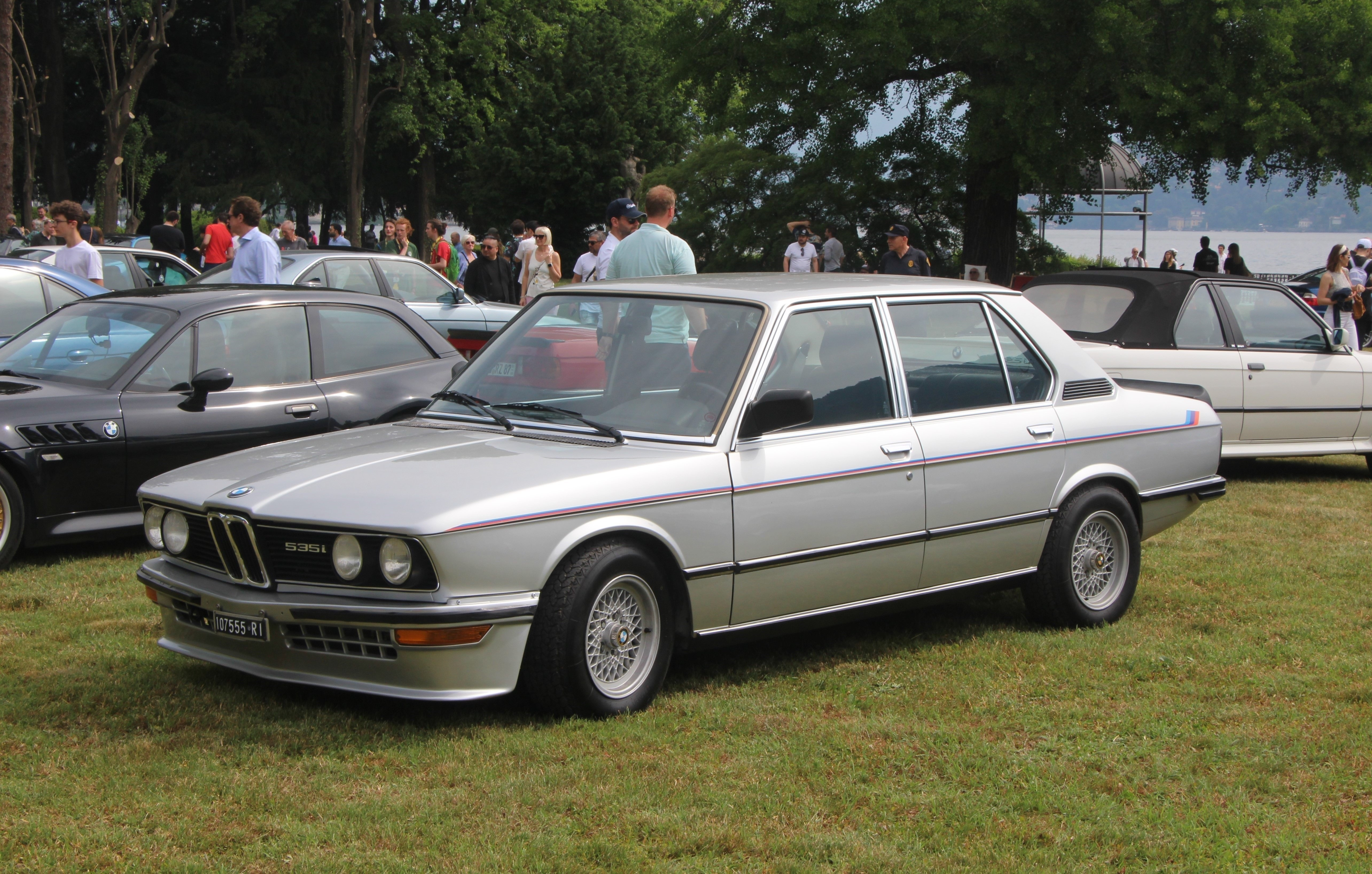
BMW M535i (E12).

Les modèles M535i, basés sur les gammes E12 et E28, peuvent être reconnus comme les précurseurs des modèles BMW M5. La M535i (E12/1S) a été la première berline sport jamais développée par BMW M GmbH. Elle était propulsée par un moteur six cylindres en ligne de 3,5 litres qui produisait 160 kW (218 ch). Le modèle était principalement destiné à être utilisé dans les sports automobiles. Basé sur la gamme E28, il y avait à nouveau une M535i, qui a été introduite pour l’année modèle 1985, mais qui n’a en fait rien de commun avec la M5. La M535i était une berline de la gamme 535i avec un ensemble de spoilers optimisé sur le plan aérodynamique et, contrairement à la M5, elle était également disponible avec une transmission automatique. Elle était propulsée par un moteur six cylindres en ligne de 3,5 litres, dont la conception différait cependant grandement du moteur de 3,5 litres précédemment utilisé dans les E12, E24 et E23. Trois variantes différentes étaient proposées pour l’E28.
| Année     | Désignation du modèle               | Code de gamme | Code moteur                                       | Cylindrée | Cylindre/ arrangement  | Puissance max.                 | Couple max.           | Forme                 |
| --------- | ----------------------------------- | ------------- | ------------------------------------------------- | --------- | ---------------------- | ------------------------------ | --------------------- | --------------------- |
| 1979–1981 | M535i                               | E12/1S        | M90 S30B35LE (ancien nom), M30B35LE (nouveau nom) | 3 453 cm3 | Six cylindres en ligne | 160 kW (218 PS) à 5 200 tr/min | 310 Nm à 4 000 tr/min | Berline quatre portes |
| 1984–1987 | M535i                               | E28           | M30B35                                            | 3 430 cm3 | Six cylindres en ligne | 160 kW (218 PS) à 5 500 tr/min | 310 Nm à 4 000 tr/min | Berline quatre portes |
| 1984–1987 | M535i (préparation pour catalyseur) | E28           | M30B35                                            | 3 430 cm3 | Six cylindres en ligne | 141 kW (192 PS) à 5 400 tr/min | 290 Nm à 4 000 tr/min | Berline quatre portes |
| 1984–1987 | M535i (avec catalyseur)             | E28           | M30B35                                            | 3 430 cm3 | Six cylindres en ligne | 136 kW (185 PS) à 5 400 tr/min | 290 Nm à 4 000 tr/min | Berline quatre portes |

## M5 (E28S, 1985-1987)

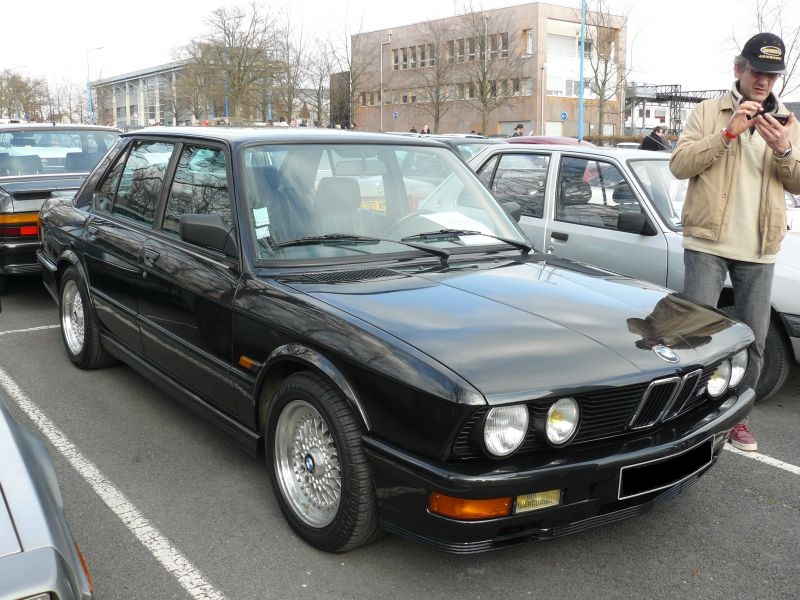
BMW M5 E28.

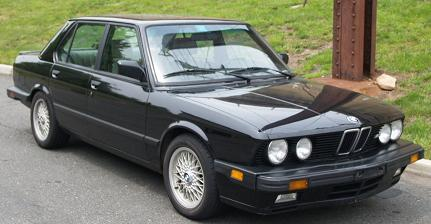
La M5 E28 Version US.

Cette première-née de la lignée des M5 est née de l'idée de greffer à une berline « conventionnelle » un moteur à vocation sportive. En l'occurrence, il s'est agi d'installer sous la capot de la Série 5, jusqu'ici une berline ordinaire, le puissant moteur à 6 cylindres en ligne du coupé M1. Le résultat fut la naissance d'une sportive d'un nouveau genre, qui allait devenir une référence. La BMW M5 (E28S) a été présentée pour la première fois à l’été 1985 et a été fabriquée à la main par BMW M GmbH jusqu’à fin 1987.
À l’exception de becquets avant et arrière subtil, d’extensions de passage de roue et d’un abaissement associé à une combinaison de pneus de roue plus large, il s’agissait d’une Série 5 berline inchangée à l’extérieur. Le moteur six cylindres en ligne de 3,5 litres à quatre soupapes installé en tant que groupe motopropulseur est une version légèrement modifiée du moteur de la BMW M1 de route (code moteur M88/3). Ce moteur délivrait 210 kW (286 ch), la M5 accélérait de 0 à 100 km/h en 6,1 s selon le test AMS et atteignait une vitesse de pointe de 251 km/h.
Comme toutes les BMW construites précédemment, la première M5 avait une transmission standard et elle n’était disponible qu’avec une boîte de vitesses manuelle à 5 rapports. En raison de la production exclusive de BMW M GmbH, davantage d’équipements spéciaux étaient possibles qu’avec les autres modèles d’E28. Un intérieur en cuir était disponible, avec lequel, par exemple, l’ensemble du tableau de bord, y compris la console, le ciel de toit, les panneaux de porte complets et même des pièces du coffre, étaient recouverts de cuir (coûts à partir de 6500,00 Deutsche Mark). Cependant, même la climatisation était soumise à un supplément.
Lors de son introduction à l’automne 1985, la voiture coûtait 81 000 Deutsche Mark dans sa configuration de base. L’E28S n’a jamais été disponible avec un convertisseur catalytique en Allemagne - contrairement à la M635CSi (M6 pour les États-Unis) avec le même moteur, qui délivrait 260 ch (environ 191 kW) avec un convertisseur catalytique. Plus de 2 200 M5 de cette génération ont été construites.

## M5 (E34S et E34/5S, 1988-1995)

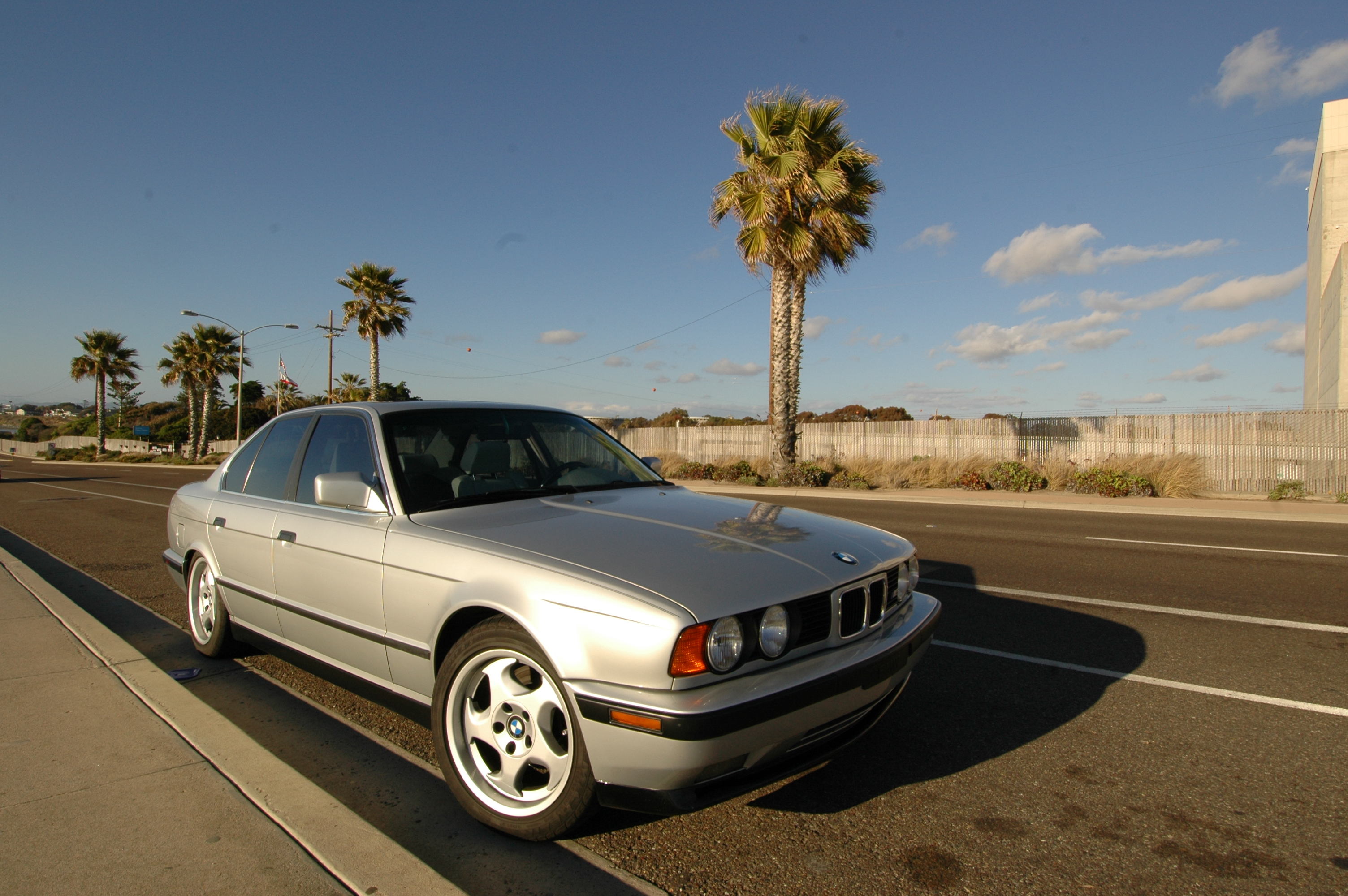
La M5 E34.

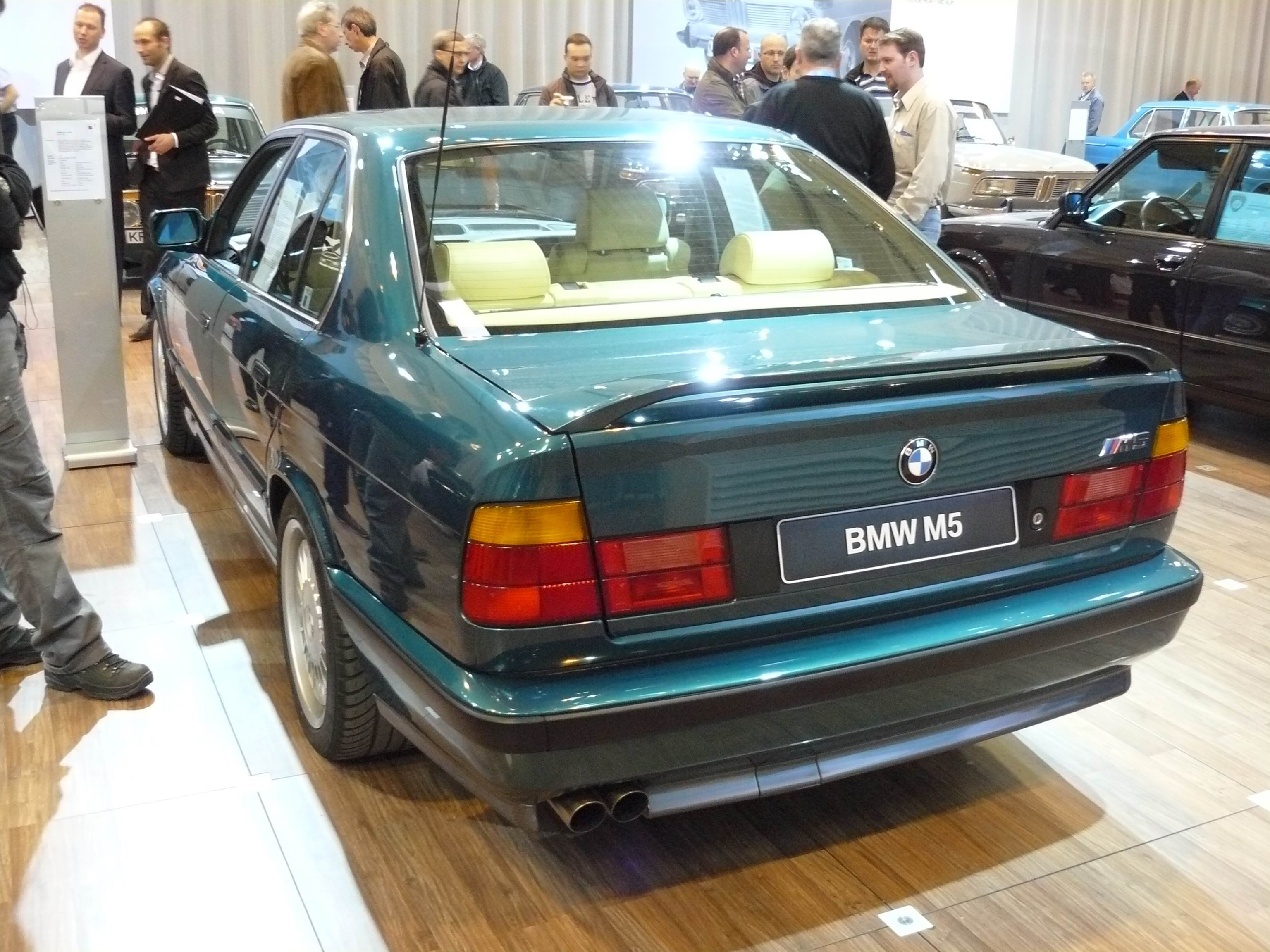
Une BMW M5 E34 de 1991.

Lancée tout à la fin des années 1980, cette seconde génération de M5 se place dans la continuité de sa devancière. La M5 de la gamme E34 était disponible en deux versions. Après l’introduction de la gamme E34 en janvier 1988, la première version M5 a suivi en août. Cette version n’était disponible qu’en berline - bien qu’un cabriolet ait été envisagé et qu’un prototype ait même été construit - et elle reprend notamment l'architecture moteur « traditionnelle » de la marque, le six cylindres en ligne d'une cylindrée de 3,6 litres, qui développe désormais 315 chevaux (232 kW).
Au printemps 1992, la M5 a été révisée. Le moteur avait maintenant une cylindrée agrandie de 3,8 litres pour 340 chevaux (250 kW). Confirmant le succès de la E28, la E34 assure la pérennité de la lignée des M5, désormais partie intégrante de la gamme des BMW Série 5. À partir de ce moment, la M5 E34 était également disponible, en petite série, en tant que break, appelé M5 Touring. Une particularité de la berline était une disposition 4 places en option.
Il y a eu une révision finale à partir de mi-1994. Cela comprenait une boîte de vitesses Getrag à 6 rapports, un système de freinage plus grand, des roues à rayons parallèles de 18 pouces, un châssis actif (auparavant avec la finition optionnelle « Nürburgring ») et un avant large (haricots et capot) auparavant uniquement installé sur les modèles à moteurs huit cylindres.

### Chiffres de ventes
Le nombre d’exemplaires de cette M5 est de 11 989 exemplaires, dont 891 de la variante Touring.
La liste suivante indique les quantités de tous les modèles spéciaux de la M5 de la gamme E34. Il y aurait également eu une M5 d’usine dont le moteur S38B38 avait une puissance de 294 kW; ce modèle n’a jamais été officiellement proposé et donc aucune donnée n’est disponible.
| Modèle                     | Quantité | Moteur | Période de construction |
| -------------------------- | -------- | ------ | ----------------------- |
| M5 Winkelhock              | 51       | S38B36 | ?–09.1992               |
| M5 Cecotto                 | 22       | S38B36 | ?–09.1992               |
| M5 Naghi Motors            | 15       | S38B36 | ?–09.1992               |
| M5 20 Jahre BMW Motorsport | 20       | S38    | ?.1992                  |
| M5 Limited                 | 50       | S38B38 | ?.1995                  |
| M5 Elekta                  | 20       | S38B38 | ?.1995                  |

## M5 (E39S, 1998-2003)

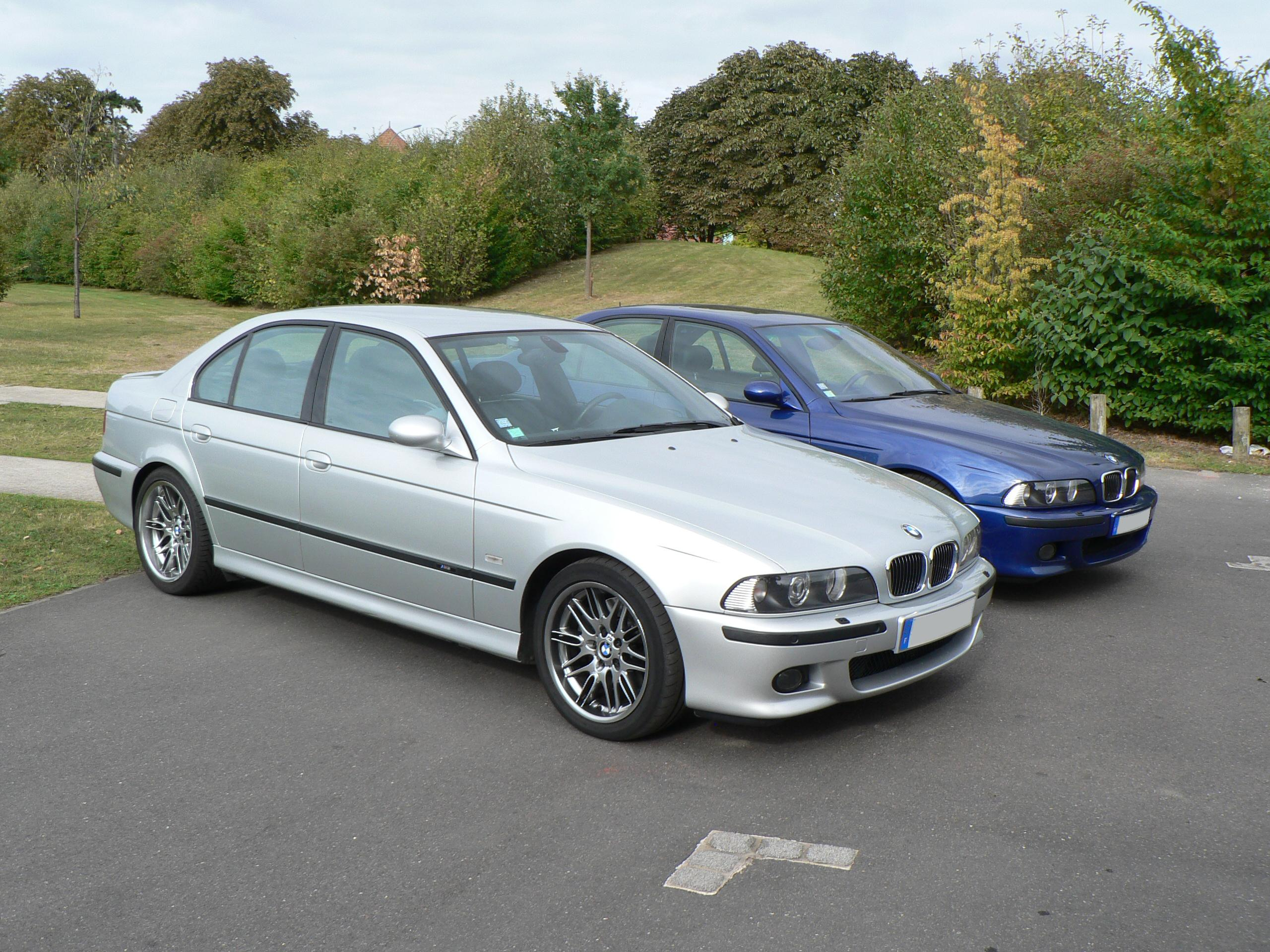
La M5 E39.

Trois ans après la présentation de la nouvelle Série 5, BMW M en présente la désormais habituelle déclinaison sportive. La troisième M5 a été présentée au printemps 1998 au Salon international de l'automobile de Genève et elle était dans les concessions à partir de la fin de la même année. En rupture avec ses aînées, celle-ci abandonne le traditionnel moteur à six cylindres en ligne de la marque bavaroise au profit du nouveau moteur V8 S62 de 5 litres de cylindrée, fort d'une puissance annoncée de 400 chevaux. Sous le ramage d'une berline cossue et confortable, il s'agit à sa sortie de la BMW de série la plus puissante de l'histoire de la marque. Contrairement à sa prédécesseur, celle-ci n’était proposé qu’en berline, le break n’a existé qu’en tant que prototype.
Le principal point fort de cette M5 est son moteur, réputé pour sa puissance et son caractère, alliant une grande disponibilité à bas régime et beaucoup de punch dans les tours. Bénéficiant de retouches ciblées au niveau du châssis et de la transmission par rapport à la 540i, la M5 E39 offre des performances de haut niveau pour l'époque, faisant alors jeu égal avec la Porsche 911. Ce qui ne l'empêche pas de se montrer également, si son conducteur le souhaite, sous l'aspect d'une routière au long cours confortable et sûre.
Afin de réduire les coûts de production et l’effort de production, les différences entre les modèles allemand et nord-américain de la M5 E39 ont été maintenues aussi petites que possible, de l’extérieur, elles ne peuvent être reconnues que par les clignotants différents. D’autres différences sont les emplacements des convertisseurs catalytiques et des disques de frein avant, qui sont de moindre qualité sur les modèles nord-américains. Le toit ouvrant et l’intérieur en cuir étaient un équipement standard sur les véhicules nord-américains, tandis que le toit ouvrant était un supplément en option sur les modèles allemands. Cependant, les véhicules allemands étaient également proposés avec des intérieurs en Alcantara, ce qui n’étaient pas disponibles pour le marché nord-américain.
Au total, 20 482 véhicules ont été fabriqués en trois modèles, 9 992 pour l’Amérique du Nord, 2 595 avec conduite à droite et 7 895 véhicules pour les marchés allemand et européen. Les modèles à conduite à droite étaient principalement vendu au Royaume-Uni, en Australie et en Afrique du Sud, tandis que des modèles à conduite à gauche étaient proposé au Japon malgré une circulation à gauche là-bas, car ils étaient considéré comme plus prestigieux par les Japonais amateurs de voitures. La vitesse maximale est électroniquement limitée à 250 km/h, mais en dehors de l’Allemagne, il était également possible de commander la M5 sans limiteur de vitesse. La vitesse maximale devait être de 300 km/h.
En septembre 2000, la M5 a également connue la révision visuelle de la gamme E39 avant l’arrêt de la production en juillet 2003 après cinq ans.

### Technologie
La M5 E39 est propulsée par un moteur essence V8 sans suralimentation à quatre arbres à cames en tête dont l’entraînement est réglable (double VANOS). Il a une cylindrée de 5 litres et une puissance maximale de 294 kW à 6 600 tr/min. La puissance est transmise du moteur aux roues arrière via une boîte de vitesses manuelle Getrag à six rapports. Un différentiel d’essieu arrière avec effet de blocage de 25% est installé de série.
Les roues sont suspendues à l’avant sur un essieu à jambes de force à double articulation avec des liens en aluminium et des amortisseurs à pression de gaz, et une barre anti-roulis est également installée. Les roues arrière sont suspendues à un essieu multibras à ressorts hélicoïdaux avec barre stabilisatrice, également avec amortisseurs à pression de gaz. Elle est dirigée par une direction à recirculation de billes du fournisseur ZF avec effet servo dépendant de la vitesse. La voiture dispose d’un système de freinage hydraulique à double circuit avec système de freinage antiblocage, des freins à disque ventilés sont installés sur toutes les roues, qui ont un diamètre de 345 mm (à l’avant) et 328 mm (à l’arrière). Les jantes sont équipées de pneus 245/40 R18 ou 275/35 R18.

## M5 E60 et E61 (2005 – 2010)

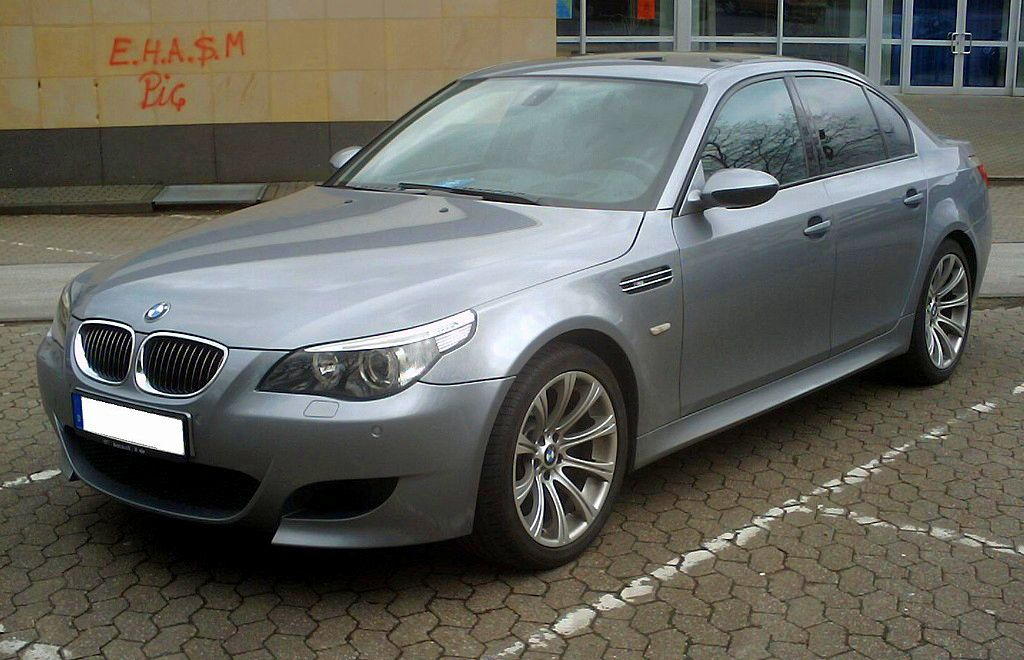
La M5 E60.

Deux années après l'arrêt de la production de la génération E39, BMW présente le nouveau fer de lance de la Série 5. De la même manière que la E39 avait abandonné le six cylindres en ligne au profit d'un V8, cette nouvelle génération – baptisée E60 en version berline et E61 en version break « Touring » – délaisse le V8 pour un V10 entièrement nouveau, symbole de l'engagement de la marque bavaroise en Formule 1. Les performances font de nouveau un bond en avant, de même que le niveau de puissance, passant de 399 à 507 chevaux.
Cette nouvelle mouture de la M5 se distingue par son haut niveau de technicité. Elle dispose ainsi d'une nouvelle boîte de vitesses à sept rapports commande séquentielle robotisée, d'un système autobloquant « M Variable » ainsi que de nombreuses aides électroniques à la conduite : suspensions variables EDC, système de contrôle de trajectoire entièrement paramétrable, gestion « Drivelogic » de la boîte de vitesses, etc..

## M5 F10 (2011 - 2017)

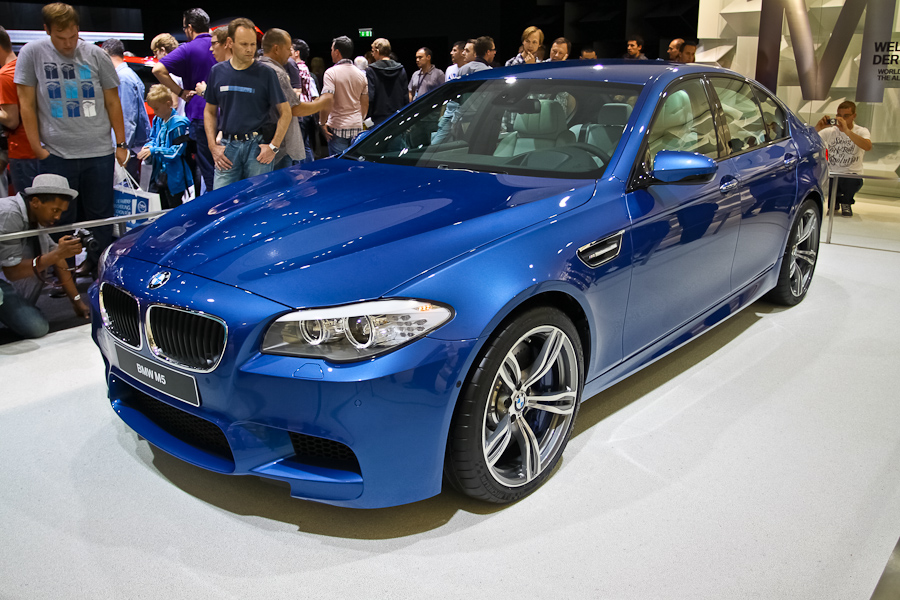
La M5 F10.

Avec le renouvellement de la gamme Série 5, une nouvelle version de la M5 est apparue ; celle-ci a été présentée en 2011. Conformément à la politique de downsizing actuellement menée par BMW, cette nouvelle génération baptisée F10, uniquement disponible en berline, est motorisée non plus par un moteur V10, mais par un V8 suralimenté (biturbo) de 4,4 litres de cylindrée développant 560 chevaux, semblable à celui équipant actuellement les X5 M et X6 M.
Dans le cadre du programme Efficient Dynamics mené par BMW, la division M a annoncé viser une réduction des émissions de dioxyde de carbone de sa future berline sportive d'environ 20 %, ce qui amènerait la M5 F10 aux alentours de 275 grammes de CO2 par kilomètre en dépit de l'augmentation de la puissance. En outre, Albert Biermann, directeur de BMW M, annonce une augmentation du couple d'environ 30 % grâce à la suralimentation ; le moteur de la future M5 développerait ainsi aux alentours de 670 à 680 N m à très bas régime, aux alentours de 1 500 tr/min.
La M5 F10 devrait également recourir massivement aux matériaux légers, à commencer par la fibre de carbone – matériau que BMW M maîtrise pour l'avoir déjà expérimenté sur ses modèles récents, notamment la dernière M3 CSL.
La M5 (F10) dispose finalement d'un moteur V8 biturbo à 90° avec 32 soupapes, d'une cylindrée de 4 395 cm3 (4,4 L), d'une puissance de 560 ch (412 kW) sur une plage de 6 000 à 7 000 tr/min et d'un couple de 680 N m de 1 500 à 5 750 tr/min. Le modèle propulsé dispose d'un double embrayage à 7 rapports, pour une vitesse maximale annoncée à 305 km/h avec le pack M Driver et d'un poids 1 870 kg. Elle effectue le 0 à 100 km/h en 4,4 s et le 0 à 200 en 13 s pour une consommation mixte de 9,9 L/100 km. C'est le premier véhicule homologué pour la route qui dispose de 4 vraies lignes d'échappement.
En 2014 et 2015, BMW a proposé deux packs compétition. Le premier augmente la puissance à 575 ch sans augmentation de couple tandis que le deuxième porte la puissance à 600 ch et le couple à 700 N m.

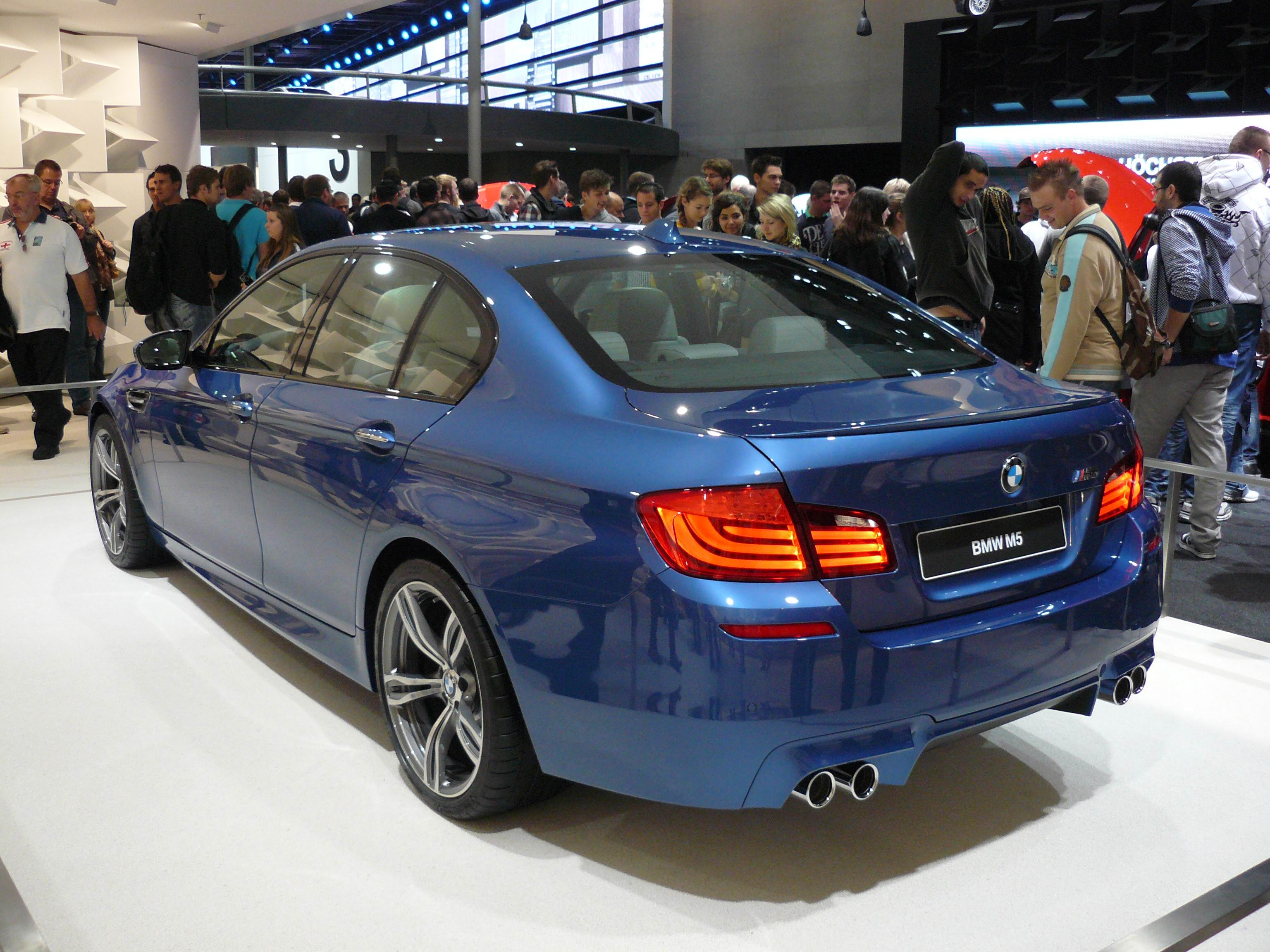
BMW M5 F10 au salon de Francfort 2011

## M5 F90 (2017 - 2024)

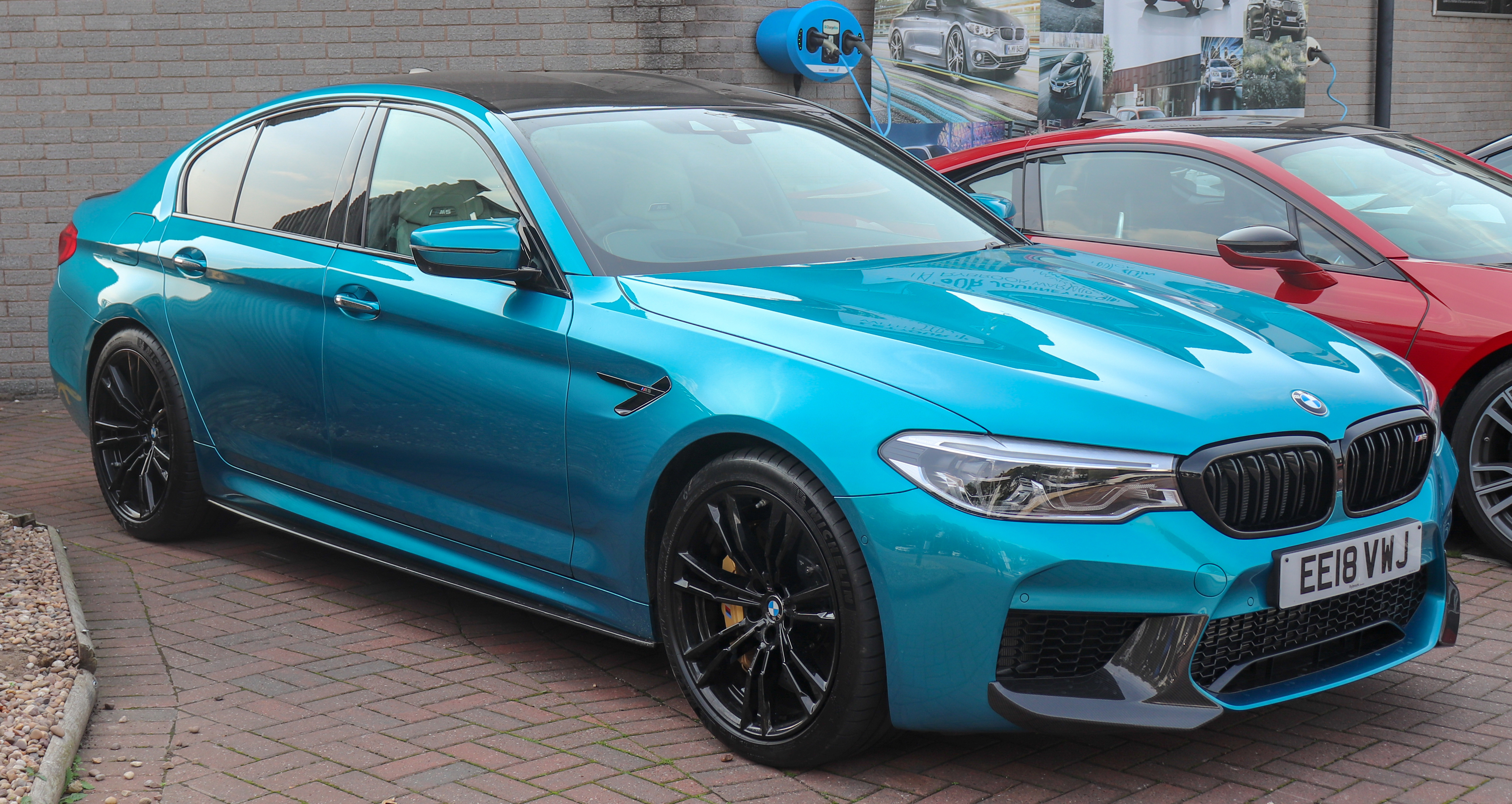
La M5 F90.